# Fluoksetin
Fluoksetin, znan tudi po tržnem imenu Prozac in drugih, je antidepresiv razreda selektivnih zaviralcev ponovnega privzema serotonina (SSRI). Uporablja se za zdravljenje velike depresivne motnje, obsesivno-kompulzivne motnje (OKM), bulimije, panične motnje in predmenstrualne disforične motnje. Zmanjša lahko nagnjenje k samomoru pri osebah nad 65. letom starosti. Fluoksetin se uporablja tudi za zdravljenje prezgodnjega izliva. Jemlje se peroralno (z zaužitjem).
Med pogoste neželene učinke, ki jih povzroča fluoksetin, spadajo: motnje spanca, izguba teka, suha usta, izpuščaj in nenormalne sanje. Med hude neželene učinke spadajo serotoninski sindrom, manija, krči, povečano tveganje za samomorilnost pri bolnikih, mlajših od 25 let, ter povečano tveganje za krvavitve. Pri nenadni opustitvi zdravljenja se lahko pojavi odtegnitveni sindrom, ki se kaže s tesnobnostjo, omotico in motnjami zaznavanja. Ni podatkov o varnosti uporabe zdravila med nosečnostjo. Če bolnica že uporablja zdravilo fluoksetin, je smiselno, da z uporabo nadaljuje tudi med dojenjem. Mehanizem delovanja ni povsem pojasnjen, naj bi pa temeljil na povečanju aktivnosti serotonina v možganih.
Fluoksetin so odkrili leta 1972 v farmacevtskem podjetju Eli Lilly, v klinično uporabo pa je prišel leta 1986. Uvrščen je na seznam osnovnih zdravil Svetovne zdravstvene organizacije, torej med najpomembnejša učinkovita in varna zdravila, potrebna za normalno zagotavljanje zdravstvene oskrbe.